# Bangor (Wisconsin)
Pour les articles homonymes, voir Bangor.
Bangor est un village du comté de La Crosse, dans l'État du Wisconsin, aux États-Unis. En 2020, il comptait une population de 1 437 habitants.